# Redistribution (chimie)
En chimie, la redistribution réfère en général à l'échange de ligands anioniques liés à un métal ou à un centre métalloïde. Cette conversion n'implique pas une réaction d'oxydoréduction, contrairement aux réaction de dismutation.
Les réactions de redistribution sont en général menées à haute température ; lors du refroidissement du mélange, le mélange de produits est cinétiquement congelé et les produits individuels peuvent être séparés. Dans les cas où la redistribution est rapide à des températures douces, la réaction est moins utile synthétiquement mais toujours important d'un point de vue mécaniste.

## Exemples
On trouve des réactions de redistribution utiles dans les chimie des composés organoaluminiques, des organoborés et des organosiliciés. Beaucoup de dérivés organochlorés de nombreux métalloïdes sont obtenus de cette manière, par exemple  :
BCl3  +  2 B(C2H5)3  →   3 BCl(C2H5)2
Un autre exemple est le cas du tétraméthylsilane, un produit indésirable de la Synthèse de Müller-Rochow, un importante réaction industrielle, mais ce composé peut être converti (recyclé) en d'autres produits utiles, par redistribution avec le tétrachlorure de silicium :
SiMe4  +  SiCl4  →   2 SiMe2Cl2
Dans la chimie des organostanniques, des mélanges de chlorure d'alkylétain sont produits par redistribution :
3 SnBu4  +  SnCl4  →   4 SnBu3Cl
Beaucoup d'halogénures de métal peuvent subir des réactions de redistribution. Par exemple, le tétrachlorure de titane et le tétrabromure de titane redistribuent leurs ligands halogénures. L'un des nombreuses réactions possibles dans ce genre de conversion est présentée ci-dessous :
TiCl4  +  TiBr4  →   2 TiBr2Cl2